# 희릉 (조선)
희릉(禧陵)은 대한민국 경기도 고양시에 있는 조선 제11대 왕인 중종의 계비 장경왕후의 능이다. 서삼릉의 하나로 사적 제200호로 지정되어 있다.

## 장경왕후
장경왕후(章敬王后) 윤씨는 윤여필의 딸로 1506년 중종반정으로 후궁으로 들어와 1507년 단경왕후가 폐위되자, 정비에 책봉되었다. 1515년 인종을 낳은 후 산후병으로 25세의 나이로 죽었다.
중종은 그녀에게 장경(章敬)의 시호와 숙신명혜(淑愼明惠)의 휘호, 영경(永慶)의 전호(殿號)를 내렸고 명종 대에는 선소의숙(宣昭懿淑) 등의 휘호가 더 추상되었다. 능은 경기도 고양시에 있다.